# Glumpers
Glumpers es una serie de televisión de dibujos animados, una comedia slapstick de animación en 3d de origen Británico, coproducida por Motion Pictures S.A. y Disney Channel. 

Actualmente consta de una temporada de 104 episodios de 2 minutos cada uno Está pensada para combinar su emisión en TV con otros medios, y ya ha sido vendida a canales como RAI, RTP, NRK, Media Corp, Pebble TV y My Tools BBC, entre otros. 

Los Glumpers son seis muñequitos, un grupo de amigos que viven juntos cada uno con personalidades muy marcadas y opuestas, lo que hará saltar chispas entre ellos en cada episodio.

## Historia
Desde que venimos al mundo nos vemos obligados a convivir con nuestros semejames, la familia, el colegio, el trabajo, el asilo... Si en una simple convivencia entre dos personas pueden saltar chispas imagínate en una casa en la que viven seis seres de personalidades totalmente antagónicas.
Los Glumpers son una pandilla de amigos que viven juntos y sus distintas
y acusadas personalidades chocan constantemente convirtiendo su casa en un reactor nuclear donde la interacción puede provocar consecuencias desastrosas en cada episodio.

## Personajes
Los personajes principales de los Glumpers son seis
- Fubble: Es la pereza y la vagancia personificadas, podría pasarse el día durmiendo y odia cualquier tipo de ejercicio exceptuando el movimiento de mandíbula, comer es su otra gran pasión, puede devorar en pocos segundos toda la nevera
- Quigly: El más inquieto y nervioso, todo lo hace de manera precipitada, lo que hace que pueda meter la pata en muchas ocasiones. Es capaz de hacer muchas cosas al mismo tiempo.
- Webster: Juguetón e incansable, es la mascota del grupo, sumiso y muy bueno siempre que tengas ganas de jugar. A veces su cerebro se colapsa y sus ataques de rabia pueden convertirle en una especie de Hulk con forma de perro.
- Dudd: Muy despistado y se olvida fácilmente de las cosas, incluso a veces hasta de respirar. Bobo, inconsciente y bastante incompetente, siempre es el último en enterarse de las cosas. Es hermano de Booker que le protege y le intenta ayudar.
- Booker: Es el prodigio del grupo, un superdotado, pero todo su potencial intelectual está lastrado con sus grandes deficiencias emocionales, es introvertido, tímido, miedoso y vengativo
- Gobo: Es quien pone un poco de sentido, el líder incomprendido del grupo. A pesar de su apariencia de típico gordito es extraordinariamente hábil y de movimientos precisos

## Emisión internacional
- Disney Channel (Londres, Reino Unido)
- Boing (España)
- RAI (Italia)
- NRK (Noruega)
- Tiin (México)
- MBC TV (Coreano del Sur)
- Jojo (Turquía)
- Pop Oto (Eslovenia)
- Global TV (Indonesia)
- Orlando Kids (Bosnia y Herzegovina, Croatia, Slovenia, Macedonia, Montenegro and Serbia)
- Pebbles TV (Belgium, Holland, Luxembourg)
- Nelonen (Finland)
- TV Igle (Russia)
- ¡Sorpresa! (US)